# Youness Baalla
Youness Baalla (en arabe : يونس بعلا) est un boxeur marocain né le 29 avril 1999 à Casablanca.

## Carrière
Youness Baalla remporte la médaille d'argent des Jeux africains de 2019 à Rabat dans la catégorie poids lourds. Il se qualifie pour les Jeux olympiques de Tokyo via le tournoi de qualification olympique africain de Dakar en mars 2020.